# 鴨居達哉
鴨居 達哉（かもい たつや、1961年 - ）は、日本の実業家。アビームコンサルティング株式会社代表取締役社長。元マーサージャパン株式会社代表取締役社長兼マーサーファー・イースト地域代表。公益社団法人経済同友会幹事。

## 人物・経歴
長野県出身。長野県松本深志高等学校卒業。1983年、上智大学外国語学部ドイツ語学科卒業。セイコーエプソン株式会社、プライスウォーターハウスクーパース株式会社、IBMビジネスコンサルティングサービス（IBCS）、米国IBMを経て、2006年、日本IBM執行役員兼IBCS取締役に就任。2012年、日本IBM常務執行役員に就任。
2014年、マーサージャパン株式会社代表取締役社長、ファー・イースト地域（日本・韓国）代表に就任。
2019年10月日本電気入社、シニアコーポレートエグゼクティブに就任。
2020年、アビームコンサルティング株式会社代表取締役社長に就任。
20年以上にわたり国内外のグローバル企業のコンサルティング、IT構築の推進に従事。10年以上の海外業務経験を活かし、ビジネスのグローバル化に関する豊富なコンサルティング経験をもつ。